# Michel de Swaen
Michel de Swaen (en néerlandais : Michiel de Swaen), né le 20 janvier 1654 à Dunkerque où il est mort le 3 mai 1707, est un poète et dramaturge de langue néerlandaise.

## Biographie

### Auteur néerlandophone
Les évènements historiques qui se déroulent aux Pays-Bas au XVIIe siècle ont un impact important sur la vie de Michel de Swaen, né en 1654 de Pieter de Swaen et de Catharina Sint Légier.
En 1654 et 1655 paraissent deux des plus grandes œuvres de l’âge d'or néerlandais, Lucifer de Joost van den Vondel et Alle de wercken de Jacob Cats. Le XVIIe siècle constitue l’un des tournants majeurs de l’histoire des Pays-Bas. La forte immigration de protestants fuyant les Pays-Bas espagnols (plus ou moins la Flandre actuelle), soumis au catholicisme et à l'intransigeance de Philippe II d'Espagne, sonne le déclin de l’ancienne métropole néerlandophone d’Anvers au profit de la Randstad Holland (Amsterdam-La Haye-Rotterdam-Utrecht).
En 1662, la ville néerlandophone de Dunkerque est annexée au royaume de France par Louis XIV. L'influence française met un certain temps à marquer définitivement la région et la majorité des habitants aurait continué à parler le flamand occidental jusqu’à la fin du XIXe siècle. Toutes les œuvres de Michiel de Swaen sont donc écrites en néerlandais. C’est d’ailleurs principalement pour cette raison qu’il est aujourd’hui encore répertorié dans de nombreuses encyclopédies néerlandaises comme dramaturge et écrivain sud-néerlandais. À juste titre, on le considère comme le cadeau d'adieu de la Flandre française à la littérature néerlandaise.
Michel de Swaen a visité les Provinces-Unies, plus précisément Rotterdam, où son fils s'était exilé. Il y a apprécié la liberté dans cette partie des Pays-Bas, tandis que la région dont il est originaire est souvent l'objet de guerres, ce qu'il exprime notamment dans son poème Aan de Heer van Heel (Au Maître des cieux).
| Poème Aan de Heer van Heel | |
| Version originale : | Traduction en français : |
| Wat claegt gy, heer van Heel, wat doet gy Hollant treuren, Omdat een wilde Swaen syn kust verlaten heeft? De Swaen, met een meerder recht, tot rouwe sigh begeeft, Nu een soo soet verblyf niet meer hem magh gebeuren. O Hollant ! vreedsaem lant, waerin de vryheyt leeft, Wat socht ik die vergeefs by uwe nagebueren, Waer Frans en Castiliaen de rust en vrede schueren, Waar't hooft der borgery voor vreemde heeren beeft… O had ik, lieve Lant, in uw begryp gebleven, Hoe vroylyk wiert myn stem tot singen voorts gedreven, Of aen de Rotte-stroom, of midden op de Maes! Nu leef ik in een oort waer vreughde is uytgeweken; Myn spys is bittre gal, myn sang… Eylaes! Eylaes! Och! Och! waer heb ik my, misleyde Swaen, versteken! | Qu'y a-t-il, Maître des cieux, pourquoi plonger la Hollande dans le deuil, Parce qu'un cygne sauvage a quitté sa côte ? Si quelqu'un doit être endeuillé, c'est bien le cygne, Depuis qu'il ne peut plus vivre en si bel endroit. Ô Hollande ! Paisible pays, dans lequel s’épanouit la liberté, Qu’en vain je cherchais dans les pays limitrophes, Où Français et Castillans ont anéanti le calme et la paix, Où la bourgeoisie tremble sous le joug de seigneurs étrangers… Ô, cher pays, si seulement j’avais pu rester sous ton règne, C’est la voix remplie de joie que je chanterais pour toi, Que ce soit au bord de la Rotte ou au milieu de la Meuse ! Je suis désormais contraint de vivre dans un endroit où toute joie s’est envolée, Ma nourriture est amère comme l’absynthe et mon chant… Hélas ! Hélas ! Ah ! Où me suis-je, pauvre cygne, emprisonné ? |

De : De zedighe doot van Carel den Vijfden; aen den heer Van Heel, my onbekent, over syne clacht, op myn vertrek, uyt Hollant, Michel de Swaen

### Rederijker
Chirurgien et quincailler de profession, Michel de Swaen est aussi membre de la magistrature et de la chambre des rhétoriciens de Dunkerque (Rederijkerskamer), c'est-à-dire la corporation de Carsouwe (du flamand kersouw, « marguerite »).
Le mot rederijker (rhétoricien) désigne toute personne douée pour l'art de la parole. Les rederijkers sont les membres des chambres de rhétorique néerlandaises et sont comparables aux Meistersinger allemands (« Maître chanteur »).
Le mouvement des rederijkers naît aux XVe et XVIe siècles. La plupart des rederijkers du XVIIe siècle sont surtout originaires de Flandre et du Brabant et sont en partie influencés par d’autres mouvements comme l’humanisme et la Contre-Réforme. Les chambres de rhétorique formaient en général la seule et dernière institution culturelle néerlandophone des Pays-Bas méridionaux, après que le français eut remplacé la langue maternelle dans l'espace public.
En 1687, De Swaen se voit attribuer le titre de prince de la rhétorique de Dunkerque. Accompagné des membres de la chambre des rhétoriciens de Dunkerque, De Swaen est, en 1688, l’hôte de la chambre des rhétoriciens de Furnes (en Flandre-Occidentale, Belgique) Kruys-Broeders. De plus, Michel de Swaen entretient de nombreuses amitiés en Flandre espagnole avec des rhétoriciens de Dixmude, Ypres et les environs.
En 1700, de Swaen participe aussi à la compétition des drie Santinnen à Bruges.

### Concours desdrie Santinnen
Poème avec lequel Michel de Swaen a failli remporter le concours des drie Santinnen à Bruges, le 9 mai 1700.
In Godt is myn begin, in dit oneyndigh Wezen,
Waer uyt dat alle goedt en gaeven zyn gherezen,
Dien grondeloosen schat in mildtheyt uyt-ghestort,
Die altydt mede-deelt, en noyt vermindert wordt.
Soo haest als Adam was uyt synen niet verheven,
Godt heeft hem het gebruyck van spraek en tael gegeven,
Hy leerde hem de maet, de stellingh en 't gheluyt
Van ieder Letter-greep, hy ley den regel uyt
Om naem en woorden t'saem te schicken naer de reden,
En syn ghedacht aldus aen andere t'ontleden.
Soo heeft den eersten Mensch uyt Godt de spraek geleert,
Syn kinderen uyt hem; die eyndelyck vermeert
In menighvulde Stam, in 't schryven onervaeren,
Tot beter heughenis de woorden deden paeren,
Om aen te teeckenen door eenigh Rym of Liedt,
Al wat'er wonderbaer te vooren was gheschiedt.

## Œuvre

### Histoire

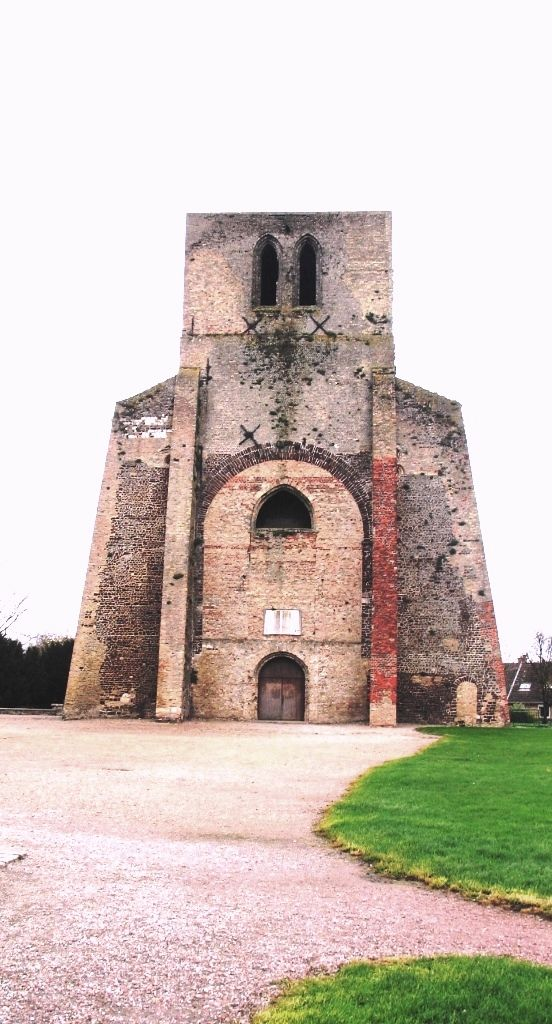
Vestiges de l'abbaye de Saint-Winoc à Bergues détruite lors de la Révolution.

Bien que maintes fois sollicité par ses amis rhétoriciens, Michel de Swaen refuse que la plupart de ses œuvres soient imprimées. Seule sa traduction d’Andronic de Campistron sera imprimée avec son consentement en 1700. Pourtant sa traduction du Cid de Corneille a été imprimée sans son autorisation à Dunkerque en 1694. La plupart de ses œuvres ont été imprimées après sa mort à Bruges ou à Gand. Plus tard, nombre d'entre elles seront conservées à l'abbaye de Saint-Winoc à Bergues jusqu'au moment où cette dernière est détruite lors de la Révolution. On déplore que seule une infime partie des œuvres ait été sauvée des flammes.
Michel de Swaen s’intéresse à l'histoire européenne et écrit le drame historique De zedighe doot van Carel den Vijfden. Ses textes consacrés à Charles Quint montrent son sentiment d'appartenance aux Pays-Bas ainsi que ses convictions religieuses, Charles Quint y étant représenté tel un héros chrétien. Son œuvre majeure De gecroonde leerse qu'il définit lui-même comme étant un clucht-spel (« farce », « comédie satirique ») est basée sur une anecdote concernant Charles Quint. De gecroondse leerse fut un grand succès et est parfois encore représenté de nos jours.
Si Michel de Swaen est tout d'abord considéré en tant que rederijker, il aura été très influencé par les humanistes Joost van den Vondel et Jacob Cats. Son œuvre Catharina a largement été influencée par Maegdhen de Joost van den Vondel. Guido Gezelle appellera Michel de Swaen d’ailleurs le Vondel de Dunkerque.
Bien longtemps avant la création de la Taalunie, institution prônant une union linguistique du néerlandais pour les Pays-Bas, la Belgique et le Suriname, Michel de Swaen s'efforce d'écrire un néerlandais compréhensible de tous et il tente d'éviter l'usage du flamand local.

### Influences
Malgré son fort attachement à la langue et la culture néerlandaises, Michiel de Swaen s'intéresse aussi à des textes classiques français et latins. Ainsi il traduit, en néerlandais, Le Cid de Pierre Corneille (traduction qu'il remet aux mains de Barentin, intendant de Louis XIV) et Andronicus de Campistron. De plus, certaines de ses œuvres rédigées en néerlandais sont légèrement influencées par le classicisme, comme De gecroonde leerse, découpé en cinq parties et rédigé en alexandrins.
Frustré de n’avoir remporté que le deuxième prix de la compétition des drie Santinnen en 1700, Michel de Swaen nie les exigences de ce concours en essayant d'élaborer, dans son œuvre Neder-duitsche digtkonde of rym-konst, la théorie d'une nouvelle poétique néerlandaise sur le modèle de celle d’Aristote.

### Chronologie de ses œuvres
- 1688 : De gecroonde leerse (La Botte couronnée)
- 1688 : De Menschwording (Le devenir de l'homme ?)
- 1694 : Le Cid
- 1694 : Het leven en de dood van Jesus Christus (La Vie et la Mort de Jésus Christ)
- 1700 : Andronicus
- 1702 : Catharina
- 1702 : Mauritius
- vers 1702 : Neder-duitsche digtkonde of rym-konst
- vers 1704 : De zedighe doot van Carel den Vijfden

## Description de ses œuvres

### Traductions
De Swaen traduit trois œuvres majeures :
- Le Cid de Corneille
- Cinna de Corneille
- Andronic de Campistron, lire en ligne sur Gallica

### Commentaire

#### L'Art poétique
Ce commentaire est appliqué à la langue flamande.

### Poèmes

#### La vie et la mort de notre Sauveur Jésus-Christ(Het leven en de dood van onsen saligmaker Jesus Christus) ouLe Sauveur[11](poème)
Poème narratif, d'inspiration biblique, sur la vie et la mort de Jésus-Christ et auquel il consacra vingt année de sa vie. Très étendu, il est considéré par certains comme son œuvre capitale. Ce n'est qu'en 1867 que ce poème fut publié à titre posthume. En effet, l’œuvre fut donnée à son fils en 1724, puis à un échevin de Dunkerke, duquel le fils hérita du poème et le céda en 1766 à une parente, supérieure des Clarisses de Bruges, ville dans laquelle il sera publié un siècle plus tard en 1867.

### Œuvres dramatiques

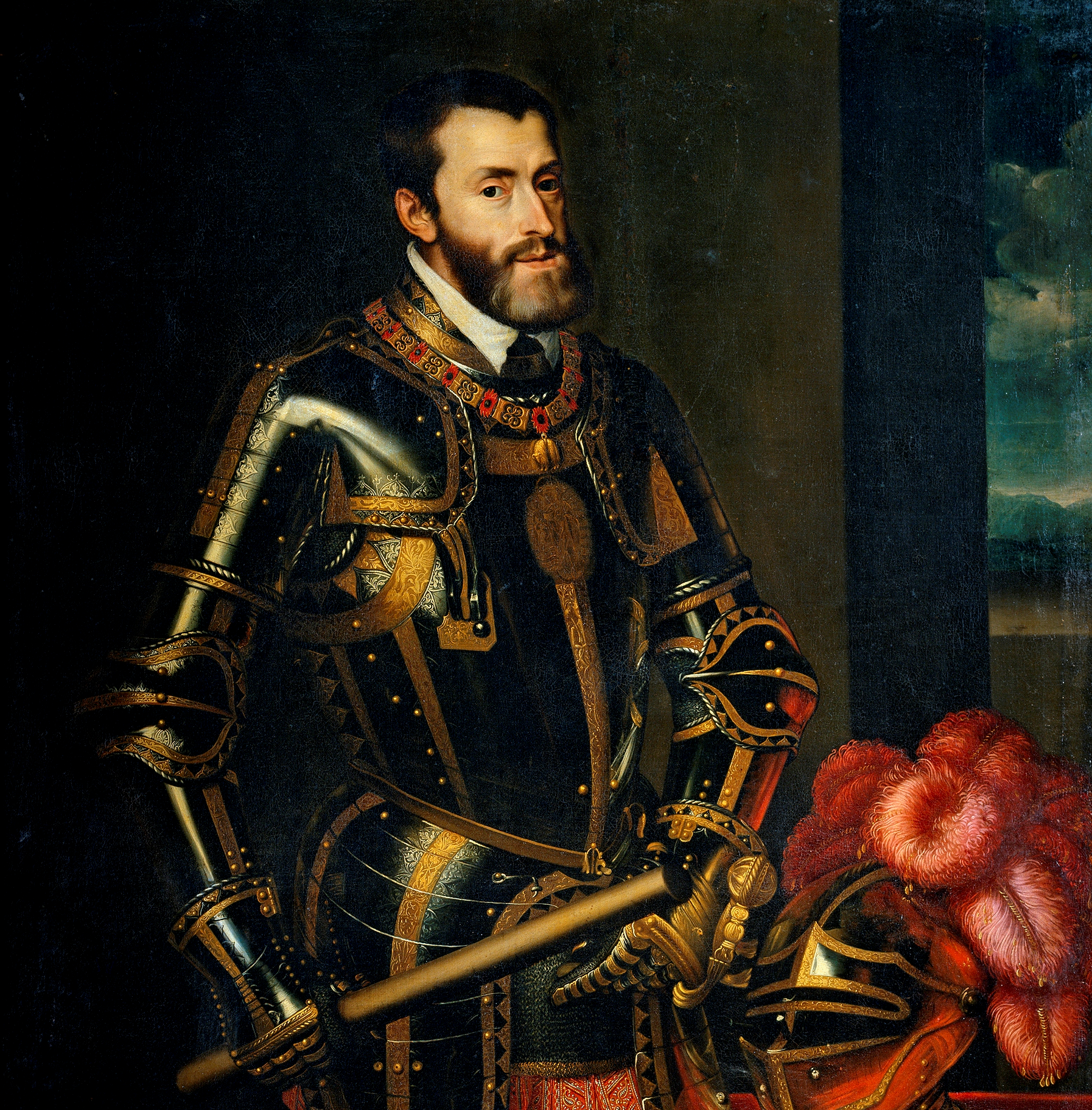
La figure de Charles Quint est très présente dans l'œuvre de De Swaen.

#### La Botte couronnée(De gecroonde leerse) (comédie)
Cette comédie prouve chez son auteur un talent comique d'importance. Elle fut représentée à Dunkerke pour le Carnaval de 1688.
Un jour, Jacquelijn, épouse du cordonnier Teunis, se rend au marché où elle achète un chapon pour la fête devant avoir lieu le soir même chez sa famille. L'empereur Charles Quint, en retrait, observe toute la scène. Attiré par l'appétissant chapon, il donne l'ordre à son domestique de suivre Jacquelijn, qui lui indique par la suite où elle habite. Charles Quint décide alors de s'y rendre seul. Dans le but de se faire inviter, l'empereur offre le vin pour tous. Un jour plus tard, le cordonnier Teunis reçoit une convocation de l'empereur. Terrorisé, le pauvre Teunis se rend à sa cour et reconnaît le généreux invité de la veille. Charles Quint le nomme alors cordonnier officiel de la cour impériale.
De gecroonde leerse (La Botte couronnée) est la seule farce de De Swaen et l'une des œuvres principales de la littérature néerlandaise, interprétée avec succès en Flandre, aux Pays-Bas ainsi qu'en Afrique du Sud.
La particularité de cette pièce est qu'elle est, en grande partie, écrite en flamand occidental.
Représentations de De gecroonde leerse :
- Janvier 1942. Metteur en scène : Frits van Dijk. Lieu : Stadsschouwburg Amsterdam, Amsterdam, Pays-Bas.
- Août 1948. Metteur en scène : Antoon Uyterhoeven. Lieu : Bell Hoboken, Anvers, Belgique.
- 1976. Lieu : Parike, Belgique.
- Mars 1982. Metteur en scène : Vic Moeremans. Lieu : Zaal Kring, Alost, Belgique.
- Septembre 1982. Lieu : centre culturel de Berchem (Anvers), Belgique.

#### L'humble mort de Charles Quint(De zedighe doot van Carel den Vijfden)[15]ouL'Abdication de Charles Quint
Elle est la seule de ses quatre œuvres dramatiques qui fut publiée.

#### Le triomphe de la Foi(tragédie)
Elle a pour sujet le martyre de sainte Catherine (Catherine d'Alexandrie) sous l'empereur romain Maximin II Daïa.

#### L'Empereur Maurice(tragédie)
La pièce évoque l'empereur byzantin Maurice Tibérius (Maurice) régnant de 582 à 602, déposé et exécuté avec toute sa descendance par l'usurpateur Phocas.

#### Catharina
Catharina est une tragédie chrétienne mettant en scène sainte Catherine d'Alexandrie et ayant pour thème principal le conflit entre paganisme et christianisme. La martyre Catherine d'Alexandrie sera exécutée par ordre de l'empereur romain Maxence. Cette œuvre de De Swaen occupe une place intéressante dans la littérature néerlandaise, le genre à laquelle elle appartient étant pratiquement absent dans le nord des Pays-Bas, dominé par le protestantisme.

## Divers
Guido Gezelle compare Michel de Swaen à Joost van den Vondel en l'appelant le Vondel dunkerquois. Il est, avec Edmond de Coussemaker et Maria Petyt, l'un des plus grands représentants des culture et langue néerlandaises en Flandre française.
Selon certains, ses talents sont demeurés insuffisamment reconnus parce que Michel de Swaen écrivait en néerlandais, et non en français, ou anglais ou allemand.

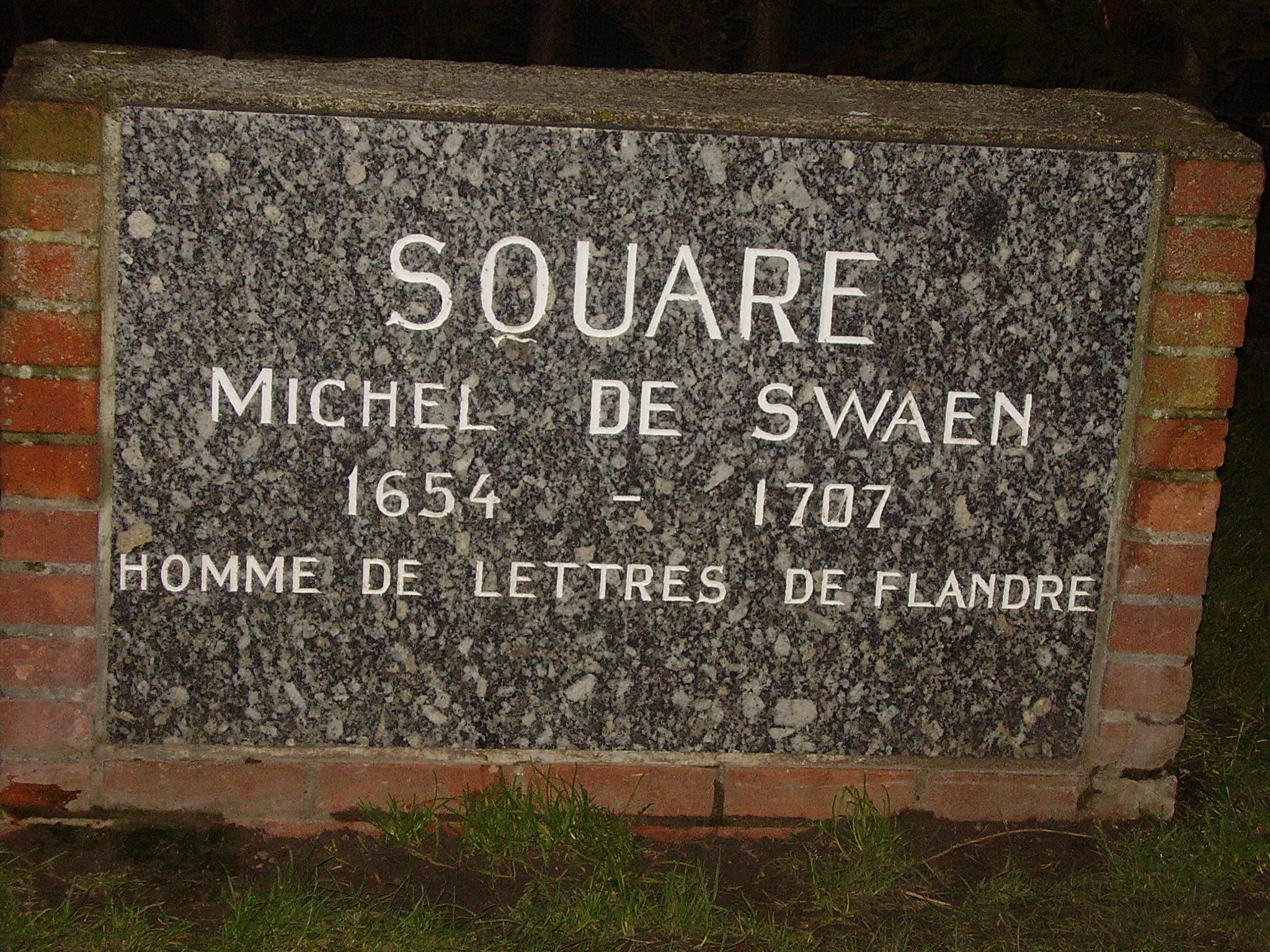
Coudekerque-Branche, square Michiel de Swaen.

Le Cercle Michel de Swaen porte son nom.

### Polémique autour du collège Michel de Swaen
À l'été 2007, le nom de Michel de Swaen est cité dans les médias français et belges. À la suite d'une décision du conseil d'administration du collège Michel de Swaen à Dunkerque, décision acceptée par le conseil municipal de la ville en juillet 2007, le collège est rebaptisé du nom de la résistante Lucie Aubrac, morte quelques mois plus tôt. Wido Triquet, un nationaliste flamand de la ville proteste vivement contre la disparition du nom de ce personnage flamand et profère des menaces, contre le principal du collège. À la suite du dépôt de plainte de ce dernier pour « menaces, outrages et diffamation,, », le nationaliste flamand sera condamné à six mois de prison avec sursis.

## Hommage
- Une rue de Dunkerque porte son nom depuis le 19 janvier 1970[25].

- Un collège de Dunkerque a porté aussi son nom.

- Un square de Coudekerque-Branche porte son nom.

- Une rue de Téteghem porte son nom.

- Une rue de Anvers (Merksem) porte son nom (Michiel De Swaenstraat).

- Une rue de Deventer (Pays-Bas) ainsi qu'une école Michiel de Swaen porte son nom. (Son œuvre est au programme de l'enseignement de la littérature néerlandaise en Belgique et aux Pays-Bas)[26]>.